# Rodman-Passage
Die Rodman-Passage (in Chile Paso Covadonga) ist eine Meerenge zwischen der Renaud- und der Rabot-Insel im Archipel der Biscoe-Inseln vor der Westküste der Antarktischen Halbinsel. 
Teilnehmer der Fünften Französischen Antarktisexpedition (1908–1910) kartierten sie. Das UK Antarctic Place-Names Committee benannte sie 1959 nach Hugh Rodman vom United States Hydrographic Office, der 1890 das Buch Reports of Ice and Ice Movements in the North Atlantic veröffentlicht hatte. Namensgeber der chilenischen Benennung ist die 1944 gebaute Fregatte Covadonga, ein Transportschiff bei 2. (1947–1948), 3. (1948–1949), 8. (1953–1954), 9. (1954–1955) und 19. Chilenische Antarktisexpedition (1964–1965).